# Antoine-Philippe de La Trémoille
Antoine-Philippe de La Trémoille, principe de Talmont (Parigi, 27 settembre 1765 – Laval, 27 gennaio 1794), fu un importante capo militare dell'esercito vandeano, che combatté nelle guerre di Vandea contro i repubblicani.

## Biografia
Noto col titolo di principe di Talmont, Antonie-Philippe era figlio secondogenito di Jean Bretagne Charles de La Trémoille, VIII duca di Thouars e conte di Laval e di sua moglie, Marie-Maximilienne-Louise di Salm-Kyrbourg. La sua residenza principale fu il castello di Laval, e fu generale di cavalleria dell'Esercito cattolico e reale durante le Guerre di Vandea.
Si sposò il 23 gennaio 1785 con Henriette Louise-Françoise-Angélique d'Argouges.
Nel 1792, seppur noto per il suo carattere dissoluto, entrò in una cospirazione contro-rivoluzionaria (la "confederazione poitevina") nel Poitou, ma l'operazione si rivelò un fallimento ed il principe venne costretto ad emigrare in Inghilterra come fecero molti nobili francesi dell'epoca. Si diresse in seguito sul Reno, in Germania, dove si unì ad altri emigrée e combatté una prima campagna nell'esercito dei principi, come aiutante di campo del conte d'Artois (il futuro Carlo X di Francia). Fu inviato in Francia con un nuovo piano d'insurrezione nelle province dell'Ovest.
In occasione dell'esecuzione di re Luigi XVI, sperava di far scoppiare un'insurrezione a Parigi, ma non vi riuscì e si stabilì invece presso il villaggio di Boulogne, non lontano da Parigi, con suo fratello, il sacerdote Charles-Godefroy de La Trémoïlle, e appena dopo seppe dell'insurrezione scoppiata in parte della Bretagna e del Maine e Loira, insurrezione che precedette di poche settimane la più importante insurrezione vandeana; il 10 marzo 1793 si procurò dei passaporti sotto nomi falsi per sé stesso e per suo fratello e si mise a girare per la Normandia, il Maine e Loira e l'Angiò per reclutare uomini a favore della causa reale.
Arrestato il 20 maggio presso il comune di Noyant-sous-le-Lude e inviato a Baugé, quindi fu trasferito nelle prigioni di Angers. Suo fratello invece non fu catturato e anzì organizzò un complotto contro la Convenzione Nazionale per liberarlo. Chambon, un deputato montagnardo, si sarebbe incaricato di andare a interrogare il principe e di riportarlo a Parigi, ma lungo la strada tra Angers e Laval, venne liberato dai vandeani che lo condussero a Saumur, aiutato dalla stesse guardie che lo avrebbero dovuto scortare fino a Parigi.
Al suo arrivo a Saumur, presa dai realisti nel giugno del 1793, fu accolto con gioia, come testimonia nelle sue memorie la marchesa de La Rochejaquelein:

### La guerra di Vandea
Partecipò alla battaglia di Nantes, il 28 giugno 1793, e si distinse per il suo coraggio al fianco di Jacques Cathelineau e Maurice d'Elbée: scosse le proprie file, arringò più volte i vandeani scoraggiati riportandoli a combattere e venne ferito mentre caricava alla testa della sua cavalleria. Rientrato in Vandea, prese parte a quasi tutte le azioni di questa guerra.
Dopo la battaglia di Chatillon-sur-Sèvre e le successive sconfitte vandeane, insistette fortemente perché si rendesse sicuro il passaggio sulla Loira e per la Bretagna.
Con la Virée de Galerne, dove l'esercito vandeano fu come spinto verso la Loira, il principe de Talmont si staccò dal gruppo con 4000 vandeani, per conservare la posizione di Saint-Florent. Dopo la battaglia di Cholet, protesse con tutte le sue forze l'attraversamento della Loira.
Si oppose, nel consiglio, a quei capi vandeani che volevano rientrare in Vandea, mentre lui riteneva che si dovessero dirigere a Saint-Malo, per ricevere gli aiuti promessi dagli inglesi. L'autorità della sua famiglia nel paese di Laval fece sì che poi il suo consiglio fu accolto.
I primi chouan si aggiungessero ai vandeani subito dopo il loro arrivo a Laval e un corpo considerevole che si reclutò sotto il nome di "Piccola-Vandea" seguì l'esercito sotto il comando di Talmont, che contribuì poi alla vittoria nella battaglia di Entrammes, poi con Jacques de La Fleuriais ebbe l'ordine di dirigersi sul Cotentin per partecipare all'Assedio di Granville, ma a causa della sconfitta i vandeani si ritirano e Talmont, con Beauvollier, Solérac e l'abbé Bernier s'imbarcarono sulle navi inglesi.
Apprendendo questa notizia i vandeani s'indignarono, vedendo questo gesto come una diserzione, e la cavalleria passò momentaneamente sotto gli ordini di Jean Nicolas Stofflet; il principe poi sbarco più a sud e si riunì al gruppo con gli altri capi che lo avevano seguito.
Alla fine però quel gesto non venne più visto come diserzione e Talmont tornò al comando combattendo con valore la Battaglia di Dol, prendendo Dol-de-Bretagne e Antrain e da solo rimase a combattere mentre tutti gli altri generali subivano una rotta; attese poi l'arrivo di Henri de La Rochejaquelein con il quale portò a termine la battaglia. Talmont seguì l'esercito nell'Assedio di Angers, che fu altrettanto infelice come quello di Granville.
Alla battaglia di Le Mans, il 14 dicembre, caricò in mezzo al fuoco nemico gli ussari repubblicani all'entrata della città. Dopo la sua sconfitta l'armata vandeana non era riuscita a ripassare la Loira e si trovò ridotta a circa 7.000 uomini.
Senza illusioni ma coraggiosamente, proseguì il combattimento con i resti del grande esercito cattolico e reale e insieme a La Rochejaquelein, come pure i principali capi, aveva passato il fiume ad Ancenis, e ritornò per cercare i suoi uomini a Blain.
Il comando passò a Fleuriot e Talmont, ferito da questa preferenza, lasciò l'esercito. Si credette dunque liberato di qualsiasi obbligo e attraversò Derval, Guerche e la foresta del Pertre per unirsi a Jean Chouan e dirigersi verso la costa. Alcuni bretoni arruolati da Joseph de Puisaye non poterono dargli informazioni sugli chouan nella Mayenne e Puisaye stesso non mostrò alcun desiderio di entrare in relazioni con il principe, così quest'ultimo continuò la sua strada verso la Normandia.

### L'arresto
Errava nei campi travestito da contadino nei dintorni di Laval e di Fougères, accompagnato da tre uomini, quando venne fermato dalla guardia nazionale di Bazouge, il 31 dicembre 1793, nel villaggio di Malagra, vicino a Pont-dom-Guérin. I repubblicani gli trovarono indosso 30.000 £, alcuni oggetti di lusso e un passaporto rilasciato quattro giorni prima dal comune di Ernée.
Il generale Beaufort se lo fece consegnare a Fougères ma non lo riconobbe, tuttavia la figlia del proprietario di Saint-Jacques, vedendolo passare, esclamò: «È il principe de Talmont!». Il generale Beaufort gli fece subire un primo interrogatorio.
Fu trasferito a Rennes (2 gennaio 1795), dove subì un altro, lungo interrogatorio da parte di François Joachim Esnue-Lavallée, a seguito del quale il prigioniero chiese con una lettera alla Convenzione di essere trasferito a Parigi. Fu gettato, in catene, in un carcere in cui scrisse al generale Rossignol:
Infatti amministratori, generali e commissari, insultavano e maltrattavano le loro vittime, ma appena si ebbe timore che il principe potesse ammalarsi di tifo e potesse morire in prigione, venne trasferito a Parigi.
Esnue-Lavallée ebbe l'ordine di portarlo dinanzi alla commissione Vaugeois che si trovava a Vitré, il 26 gennaio. Molto malato, vi arrivò però quasi morente e subito subì un altro interrogatorio. Fu quindi immediatamente condannato a morte e il 27 gennaio Esnue-Lavallée ordinò che venisse condotto a Laval per l'esecuzione della condanna.
Jean Chouan fece un tentativo di salvarlo, ma era stato male informato e si diresse verso un'altra città. Il convoglio, fortemente scortato, arrivò a Laval nella notte e fu montata la ghigliottina davanti all'entrata principale del castello di famiglia. L'esecuzione ebbe luogo immediatamente; si dice che Talmont prima di venire posizionato sulla ghigliottina abbia detto al boia: «Fate il vostro lavoro, io ho compiuto il mio dovere». La sua testa sanguinante venne poi esposta sulla ringhiera del castello e verrà poi seppellita nel 1817 nella cappella di famiglia.
Il suo unico figlio diventerà colonnello del 5º Reggimento Ussari, ma morirà senza lasciare eredi il 7 novembre 1815.

## Ascendenza
|                                            |                                        |                                                     | Genitori                                  |  |  | Nonni |  |  | Bisnonni                               |  |  | Trisnonni                                 |  |
|                                            |                                        |                                                     |                                           |  |  |       |  |  | Charles Louis Bretagne de La Trémoille |  |  | Charles Belgique Hollande de La Trémoille |  |
|                                            |                                        |                                                     |                                           |  |  |       |  |  | Charles Louis Bretagne de La Trémoille |  |  | Charles Belgique Hollande de La Trémoille |  |
|                                            |                                        | Madeleine de Créquy                                 |                                           |  |  |       |  |  | Charles Louis Bretagne de La Trémoille |  |  |                                           |  |
| Charles Armand René de La Trémoille        |                                        |                                                     |                                           |  |  |       |  |  | Charles Louis Bretagne de La Trémoille |  |  |                                           |  |
|                                            |                                        | Marie Madeleine Motier de La Fayette                | Rene Armand de La Fayette                 |  |  |       |  |  |                                        |  |  |                                           |  |
|                                            |                                        | Marie Madeleine Motier de La Fayette                | Rene Armand de La Fayette                 |  |  |       |  |  |                                        |  |  |                                           |  |
|                                            |                                        | Marie Madeleine Motier de La Fayette                | Marie-Madeleine de Marillac               |  |  |       |  |  |                                        |  |  |                                           |  |
| Jean Bretagne Charles de La Trémoille      |                                        | Marie Madeleine Motier de La Fayette                |                                           |  |  |       |  |  |                                        |  |  |                                           |  |
|                                            |                                        | Emmanuel Théodose de La Tour d'Auvergne de Bouillon | Godefroy Maurice de La Tour d'Auvergne    |  |  |       |  |  |                                        |  |  |                                           |  |
|                                            |                                        | Emmanuel Théodose de La Tour d'Auvergne de Bouillon | Godefroy Maurice de La Tour d'Auvergne    |  |  |       |  |  |                                        |  |  |                                           |  |
|                                            |                                        | Emmanuel Théodose de La Tour d'Auvergne de Bouillon | Maria Anna Mancini                        |  |  |       |  |  |                                        |  |  |                                           |  |
| Marie Hortense de La Tour d'Auvergne       |                                        | Emmanuel Théodose de La Tour d'Auvergne de Bouillon |                                           |  |  |       |  |  |                                        |  |  |                                           |  |
|                                            |                                        | Marie Armande de La Trémoille                       | Charles Belgique Hollande de La Trémoille |  |  |       |  |  |                                        |  |  |                                           |  |
|                                            |                                        | Marie Armande de La Trémoille                       | Charles Belgique Hollande de La Trémoille |  |  |       |  |  |                                        |  |  |                                           |  |
|                                            |                                        | Marie Armande de La Trémoille                       | Madeleine de Créquy                       |  |  |       |  |  |                                        |  |  |                                           |  |
| Antoine-Philippe de La Trémoille           |                                        | Marie Armande de La Trémoille                       |                                           |  |  |       |  |  |                                        |  |  |                                           |  |
|                                            | Hendrik Gabriel Joseph de Salm-Kyrburg | Karl Florentin de Salm-Neufville                    |                                           |  |  |       |  |  |                                        |  |  |                                           |  |
|                                            | Hendrik Gabriel Joseph de Salm-Kyrburg | Karl Florentin de Salm-Neufville                    |                                           |  |  |       |  |  |                                        |  |  |                                           |  |
|                                            | Hendrik Gabriel Joseph de Salm-Kyrburg | Marie Gabrielle de Lalaing                          |                                           |  |  |       |  |  |                                        |  |  |                                           |  |
| Philip Joseph Antoine de Salm-Kyrburg      | Hendrik Gabriel Joseph de Salm-Kyrburg |                                                     |                                           |  |  |       |  |  |                                        |  |  |                                           |  |
|                                            |                                        | Maria Theresia de Croÿ                              | Philippe François de Croÿ-Rœulx           |  |  |       |  |  |                                        |  |  |                                           |  |
|                                            |                                        | Maria Theresia de Croÿ                              | Philippe François de Croÿ-Rœulx           |  |  |       |  |  |                                        |  |  |                                           |  |
|                                            |                                        | Maria Theresia de Croÿ                              | Claudine de La Pierre                     |  |  |       |  |  |                                        |  |  |                                           |  |
| Marie Maximilienne Louise de Salm-Kyrbourg |                                        | Maria Theresia de Croÿ                              |                                           |  |  |       |  |  |                                        |  |  |                                           |  |
|                                            |                                        | Maximilian Emmanuel III von Hornes                  | Philippe Emmanuel von Hornes              |  |  |       |  |  |                                        |  |  |                                           |  |
|                                            |                                        | Maximilian Emmanuel III von Hornes                  | Philippe Emmanuel von Hornes              |  |  |       |  |  |                                        |  |  |                                           |  |
|                                            |                                        | Maximilian Emmanuel III von Hornes                  | Marie Anne Antoinette de Ligne            |  |  |       |  |  |                                        |  |  |                                           |  |
| Maria Theresia Josepha von Hornes          |                                        | Maximilian Emmanuel III von Hornes                  |                                           |  |  |       |  |  |                                        |  |  |                                           |  |
|                                            |                                        | Marie Thérèse Charlotte Bruce                       | Thomas Bruce, III conte di Elgin          |  |  |       |  |  |                                        |  |  |                                           |  |
|                                            |                                        | Marie Thérèse Charlotte Bruce                       | Thomas Bruce, III conte di Elgin          |  |  |       |  |  |                                        |  |  |                                           |  |
|                                            |                                        | Marie Thérèse Charlotte Bruce                       | Charlotte d'Argenteau d'Esneux            |  |  |       |  |  |                                        |  |  |                                           |  |
|                                            |                                        | Marie Thérèse Charlotte Bruce                       |                                           |  |  |       |  |  |                                        |  |  |                                           |  |